# حكومة بن فليس الثالثة
حكومة بن فليس الثانية تقلدت السلطة من 4 جوان 2002 إلى غاية 5 ماي 2003. بعد إعادة الثقة في علي بن فليس وإعادة تعينه في 4 جوان 2002 الرئيس عبد العزيز بوتفليقة يرسم الحكومة في 17 جوان 2002.

## تشكيلة الحكومة

### رئيس الحكومة
| الصورة | الحقيبة الوزارية      | الاسم       |  | الحزب               |
| ------ | --------------------- | ----------- |  | ------------------- |
|        | رئيس الحكومة الجزائري | علي بن فليس |  | جبهة التحرير الوطني |

### الوزراء
المادة 2 من المرسوم الرئاسي يتولى رئيس الجمهورية مهام وزير الدفاع الوطني.
| الصورة | الحقيبة الوزارية                              | الاسم               |  | الحزب |
| ------ | --------------------------------------------- | ------------------- |  | ----- |
|        | (رئيس الجمهورية الجزائرية) وزير الدفاع الوطني | عبد العزيز بوتفليقة |  |       |

#### وزراء الدولة
| الصورة | الحقيبة الوزارية                              | الاسم                        |  | الحزب                    |
| ------ | --------------------------------------------- | ---------------------------- |  | ------------------------ |
|        | وزير الدولة، ممثلا شخصيا لرئيس الجمهورية      | أحمد أويحيى                  |  | التجمع الوطني الديمقراطي |
|        | وزير الدولة، وزير الداخلية و الجماعات المحلية | نور الدين زرهوني المدعو يزيد |  | جبهة التحرير الوطني      |
|        | وزير الدولة، وزير الشؤون الخارجية             | عبد العزيز بلخادم            |  | جبهة التحرير الوطني      |

#### وزراء
| الصورة | الحقيبة الوزارية                                              | الاسم                  |  | الحزب                              |
| ------ | ------------------------------------------------------------- | ---------------------- |  | ---------------------------------- |
|        | وزير العدل، حافظ الأختام                                      | محمد شرفي              |  |                                    |
|        | وزير المساهمة وترقية الاستثمار                                | حميد تمار              |  | جبهة التحرير الوطني                |
|        | وزير التجارة                                                  | نور الدين بوكروح       |  | حزب التجديد الجزائري               |
|        | وزير الطاقة والمناجم                                          | شكيب خليل              |  |                                    |
|        | وزير الشؤون الدينية و الأوقاف                                 | أبو عبد الله غلام الله |  | التجمع الوطني الديمقراطي           |
|        | وزير المجاهدين                                                | محمد الشريف عباس       |  | جبهة التحرير الوطني                |
|        | وزير تهيئة الإقليم و البيئة                                   | شريف رحماني            |  | التجمع الوطني الديمقراطي           |
|        | وزير النقل                                                    | عبد المالك سلال        |  |                                    |
|        | وزير الشباب والرياضة                                          | أبو بكر بن بوزيد       |  | التجمع الوطني الديمقراطي           |
|        | وزير الفلاحة                                                  | السعيد بركات           |  |                                    |
|        | وزير السياحة                                                  | لخضر ضرباني            |  | جبهة التحرير الوطني                |
|        | وزير الأشغال العمومية                                         | عمر غول                |  | حركة مجتمع السلم                   |
|        | وزير الصحة والسكان وإصلاح المستشفيات                          | عبد الحميد أبركان      |  |                                    |
|        | وزير المالية                                                  | محمد ترباش             |  |                                    |
|        | وزيرة الاتصال و الثقافة ناطقة رسمية بإسم الحكومة              | خليدة تومي             |  | التجمع من أجل الثقافة والديمقراطية |
|        | وزير المـوارد المائية                                         | عبد المجيد عطار        |  |                                    |
|        | وزير المؤسسات والصناعات الصغيرة والمتوسطة و الصناعة التقليدية | مصطفى بن بادة          |  | حركة مجتمع السلم                   |
|        | وزير التربية الوطنية                                          | نور الدين صالح         |  |                                    |
|        | وزير التعليم العالي والبحث العلمي                             | رشيد حراوبية           |  | جبهة التحرير الوطني                |
|        | وزير البريد و تكنولوجيات الإعلام و الاتصال                    | زين الدين يوبي         |  | التجمع الوطني الديمقراطي           |
|        | وزير التكوين و التعليم المهنيين                               | عبد الحميد عباد        |  |                                    |
|        | وزير السكن والعمران                                           | محمد نذير حميميد       |  | جبهة التحرير الوطني                |
|        | وزير الصناعة                                                  | الهاشمي جعبوب          |  | حركة مجتمع السلم                   |
|        | وزير العمل و الضمان الاجتماعي                                 | الطيب لوح              |  | جبهة التحرير الوطني                |
|        | وزير التشغيل والتضامن الإجتماعي                               | الطيب بلعيز            |  |                                    |
|        | وزير مكلف بالعلاقات مع البرلمان                               | نور الدين طالب         |  |                                    |
|        | وزير الصيد البحري و الموارد الصيدية                           | اسماعيل ميمون          |  |                                    |

#### وزراء منتدبون
| الصورة | الحقيبة الوزارية                                                                   | الاسم                |  | الحزب               |
| ------ | ---------------------------------------------------------------------------------- | -------------------- |  | ------------------- |
|        | وزير منتدب لدى وزير الدولة، وزير الشؤون الخارجية مكلف بالشؤون المغاربية والإفريقية | عبد القادر مساهل     |  | جبهة التحرير الوطني |
|        | وزير منتدب لدى وزير الدولة، وزير الداخلية والجماعات المحلية مكلف بالجماعات المحلية | دحو ولد قابلية       |  | جبهة التحرير الوطني |
|        | وزيرة منتدبة لدى رئيس الحكومة، مكلفة بالأسرة وقضايا المرأة                         | بوثينة شريط          |  |                     |
|        | وزيرة منتدبة لدى رئيس الحكومة، مكلفة بالجالية الوطنية بالخارج                      | فاطمة الزهراء بوشملة |  |                     |
|        | وزير منتدب لدى وزير العدل، مكلف بإصلاح السجون                                      | عبد القادر صلاة      |  |                     |
|        | وزير منتدب لدى وزير الفلاحة والتنمية الريفية، مكلف بالتنمية الريفية                | رشيد بن عيسى         |  |                     |
|        | وزيرة منتدبة لدى وزير التعليم العالي والبحث العلمي مكلفة بالبحث العلمي             | ليلى حمو بوتليليس    |  |                     |
|        | وزيرة منتدبة لدى وزير المالية مكلفة بإصلاح المالية                                 | فتيحة منتوري         |  |                     |